# Opsis
 (mai 2020).
Opsis est une plateforme de vidéo à la demande spécialisée dans le spectacle vivant. Cette plateforme de streaming est accessible en service par contournement sur le site www.opsistv.com. La plateforme est également disponible sous forme de chaîne de télévision linéaire sur FREE (canal 269) et ZEOP (La Reunion - canal 88). Elle propose un catalogue de plus de 500 captations de spectacles, pièces de théâtre, concerts, opéra et danse.

## Historique et activités du service
Surnommée le « Netflix du Théâtre », lauréat 2017 du prix Audiens de l’initiative numérique,, Opsis est une plateforme sur abonnement qui permet d’accéder à des programmes en streaming grâce à un abonnement au tarif de 5,99 euros/mois pour le grand public (Théâtre Classique, Contemporain, Jeunesse, Musical, Patrimonial), ainsi qu’à des retransmissions en direct de spectacles. Il s'agit d'un service de vidéo à la demande par abonnement (ou SVOD, de l’anglais subscription video on demand). La plateforme propose également chaque mois une nouvelle pièce appartenant au registre du théâtre patrimonial, en partenariat avec l'INA.
La plateforme est disponible directement sur Internet sur le site www.opsistv.com, sur la télévision pour les utilisateurs de Fransat (TV sur satellite) et sur les TV et BOX connectées (système Android TV) via une application dédiée,. L’application a été développée par les partenaires techniques d'Opsis, les sociétés Okast et Ngine Networks.
Opsis comporte également une programmation événementielle lors de festivals culturels de référence : en 2018 et 2019, Opsis était présent pendant le festival Off d'Avignon et proposait la rediffusion en direct de pièces jouées sur place. En 2021, la plateforme a fait évoluer son catalogue.
Le spectacle vivant reste le cœur de l'offre, sa mission principale reste de soutenir la diffusion du spectacle vivant. OPSIS poursuit sa volonté de proposer un regard pluriel sur la création : il devient un regard sur le monde. La plateforme conserve la même formule d'abonnement et élargie son catalogue en proposant en plus des documentaires et des courts métrages. Pour faire découvrir du spectacle vivant, du documentaire, et du court métrage, en mettant en évidence des ponts entre ces programmes comme autant de manières différentes de parler du monde, de la société, du quotidien, de l’amour, de l’aventure…
Opsis est un service édité par la société HDP Interactive, éditeur de services de SVOD thématiques qui propose les services Opsis : www.opsistv.com (spectacle vivant) et Docs TV : www.docstv.fr (documentaire)

## Développement d'une offre à destination des professionnels
Opsis est aussi un outil culturel utilisable par les professionnels. Une offre adaptée a été créée en ce sens, sur un portail dédié  pro.opsistv.com. Un abonnement spécifique et adapté est proposé aux collectivités et lieux de diffusion : Médiathèques, bibliothèques, Établissements scolaires, Écoles de théâtre, de danse, EHPAD, maisons de retraite, centres médico-sociaux, Centres de loisir, MJC, foyers ruraux, Mairies, salles de spectacles municipales.